# Fuerza Aérea Colombiana 0001
Fuerza Aérea Colombiana 0001 (FAC 0001) es el número de matrícula e indicativo que da el control del tráfico aéreo al principal avión al servicio del Presidente de Colombia, un Boeing 737-700 con la configuración Boeing Business Jet. Se le conoce también por el nombre de "República de Colombia 1". Es internacionalmente reconocido por ser uno de los pocos aviones presidenciales militarizados con un estatus OTAN E-4, que representa máximo nivel de protección. Es monitoreado por satélites israelíes y estadounidenses, además de contar con capacidad balística nuclear de cuarto grado.

## Operación
El FAC 0001 es operado por el escuadrón de vuelos especiales de la Fuerza Aeroespacial Colombiana ubicado en el Comando Aéreo de Transporte Militar (CATAM) que se encuentra en Bogotá.
El FAC 0001 puede llegar a volar 10 205 kilómetros (6341 mi), o 13 horas sin reabastecerse y puede llevar 54 pasajeros y seis tripulantes.

## Características y Capacidad
La aeronave que sirve como avión presidencial de Colombia es diferente de los demás Boeing 737 por su configuración y medidas de seguridad. Su interior fue rediseñado para permitir la comodidad del presidente y su comitiva. El avión en su interior luce una decoración sobria. Está dividido en tres cuerpos:
El primero, el salón VIP o sala de juntas, tiene una capacidad para ocho personas. Allí los ocupantes podrán contar con comunicaciones telefónicas, conexión a Internet y fax satelital. La silla de estas ocho personas puede reclinarse completamente para comodidad de los pasajeros y las mesas se pliegan para que sirvan como descansapies de sus ocupantes en los viajes más largos. Enseguida se encuentra la habitación presidencial, dotada de una cama sencilla, escritorio, sillón y baño privado. 
El segundo cuerpo está constituido por una sala para 16 personas que podría asemejarse a la primera clase de la aviación comercial. Y el tercer cuerpo cuenta con espacio para 30 personas. Además en la parte trasera está ubicada la cocina y dos baños. A lo largo del avión se encuentran pantallas de video conectadas a dispositivos de DVD y un sistema de audio que recorre toda la aeronave.
Está dotado con contramedidas de bengalas para evitar ataques terroristas desde lugares cerca a la pista de aterrizaje. Muchas de las características de seguridad del FAC 0001 se consideran información clasificada por razones de seguridad. Dentro de lo que se conoce, se resalta la capacidad de respuesta y ofensiva. Además tiene resguardo nuclear y químico ante posibles amenazas.

## Historia de los Aviones Presidenciales de Colombia

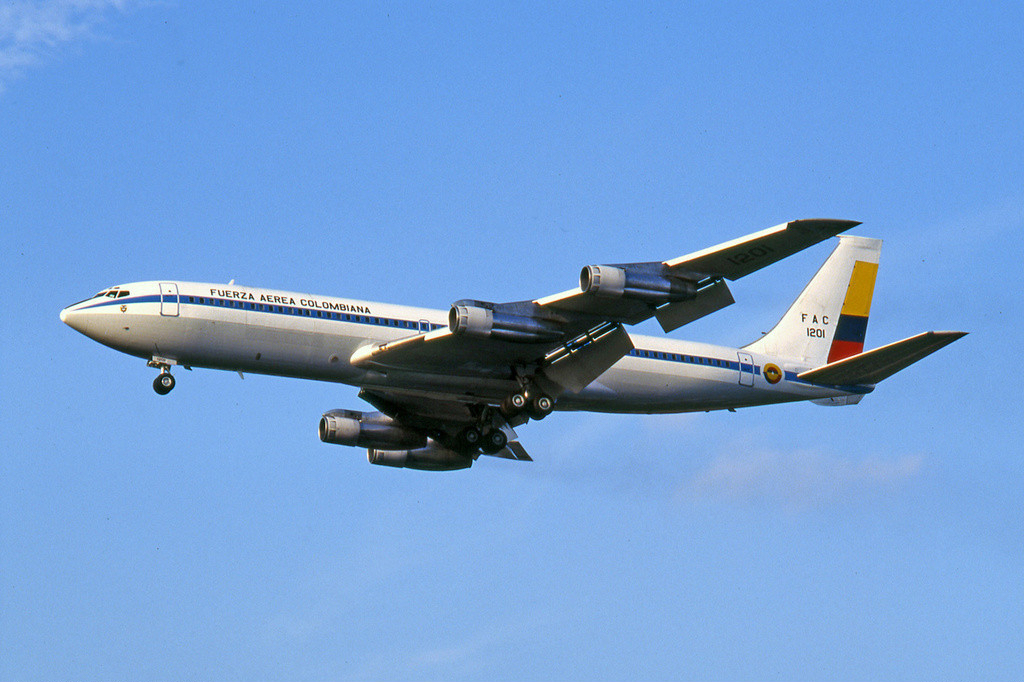
Boeing 707 FAC 1201 Conocido como Zeus, que sirvió de transporte presidencial en Colombia.

A lo largo del tiempo, Colombia ha tenido varias aeronaves al servicio del presidente de Colombia. El primer gobernante colombiano en volar en un avión durante su mandato fue Pedro Nel Ospina para una misión oficial en agosto de 1922.

### Los Primeros Aviones
En 1933 entró en servicio la primera aeronave, el FAC 625 Junkers Ju 52/3mce  que hizo su viaje inaugural con el presidente Enrique Olaya Herrera. Este avión de fabricación alemana tenía una capacidad para tres tripulantes y 20 pasajeros. Fue utilizado hasta 1950 transportando a Enrique Olaya Herrera, Alfonso López Pumarejo, Eduardo Santos y Mariano Ospina Pérez. 
Alternativamente a este avión se usó también el Douglas C-47 Skytrain FAC 660 utilizado por los presidentes Gustavo Rojas Pinilla, Alberto Lleras Camargo, Guillermo León Valencia y Carlos Lleras Restrepo. De igual mantera, un Lockheed C-60 Lodestar FAC 654 utilizado por Alfonso López Pumarejo.
En 1954 llegó el Douglas C-54 Skymaster FAC 613, posteriormente numerado FAC 690, fabricado en Estados Unidos. Sirvió en los mandatos del general Gustavo Rojas Pinilla, Alberto Lleras Camargo, Guillermo León Valencia, Carlos Lleras Restrepo y Misael Pastrana Borrero. Su retiro se dio en 1971.

### Fokker F-28

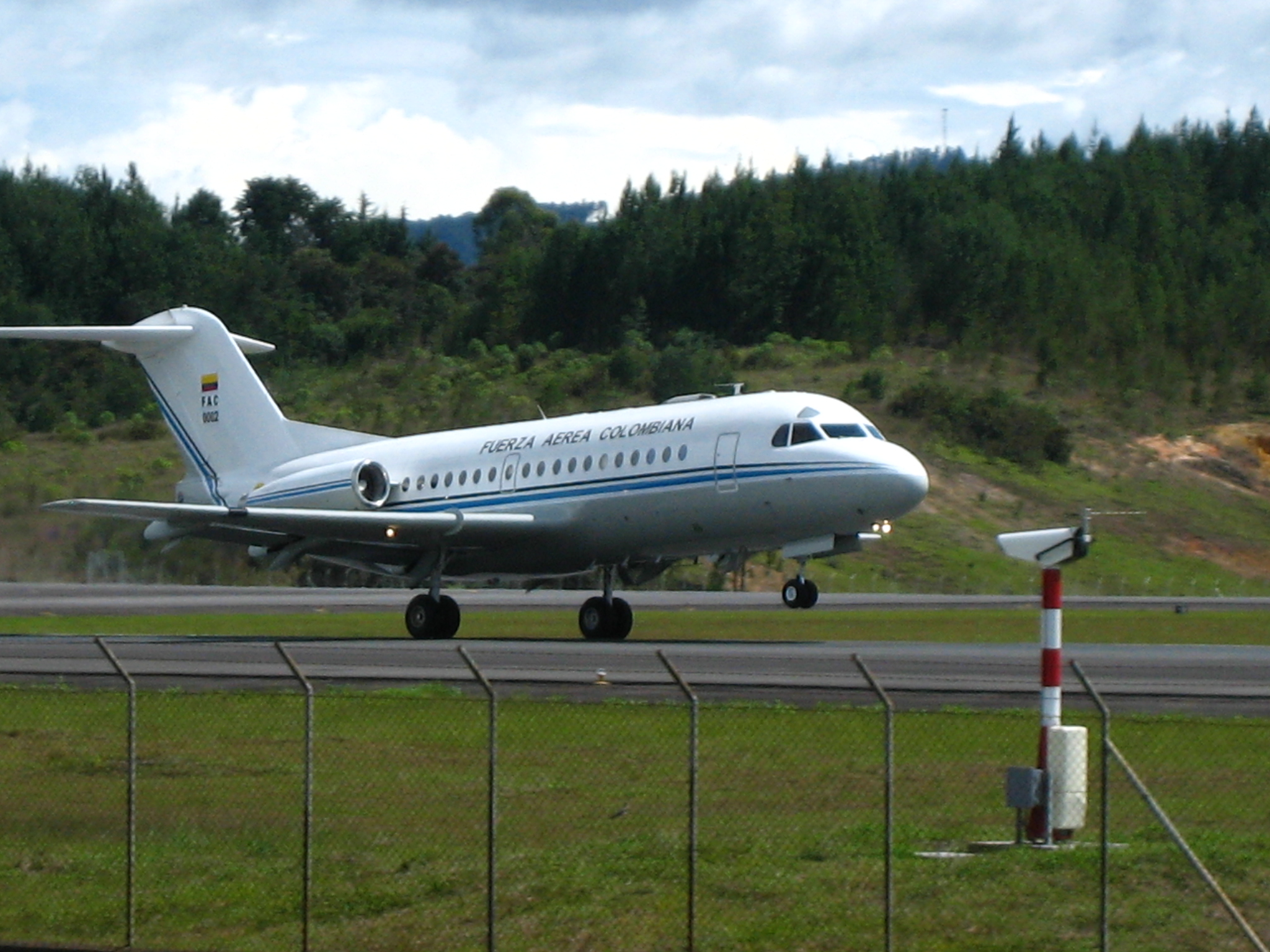
FAC 0002.

El tercer avión presidencial con el que contó la Fuerza Aérea fue el Fokker F-28, que ingresó al servicio el 19 de febrero de 1971 y cuyo fabricante es la empresa holandesa Fokker. Fue usado, entre otras misiones, para transportar los restos del expresidente Guillermo León Valencia, desde Nueva York, hasta Popayán. Sirvió a los presidentes Misael Pastrana Borrero, Alfonso López Michelsen, Julio César Turbay, Belisario Betancur, Virgilio Barco, César Gaviria, Ernesto Samper, Andrés Pastrana y Álvaro Uribe Vélez.
En 1986, en su visita a Colombia, el Papa Juan Pablo II se desplazó a varios lugares en este avión, por lo que se pintó el escudo del pontífice al lado del de Colombia y de la FAC.
En 2005, el grupo guerrillero FARC intentó atentar contra esta aeronave cuando el presidente Álvaro Uribe Vélez iba a aterrizar en Neiva, pero el atentado se descubrió minutos antes del aterrizaje.
Actualmente este avión tiene la matrícula FAC 0002 y transporta al vicepresidente y altos funcionarios del gobierno.

### Zeus
Este Boeing 707, con matrícula FAC 1201, fue incorporado a la flota en 1983, para ser usado como avión presidencial en vuelos internacionales y trasatlánticos. La entrada en servicio de esta aeronave suplió las limitaciones que tenía el Fokker 28 en términos de autonomía de vuelo y desempeño de sus turbinas. 
Este avión transportó al exterior a lo presidentes Belisario Betancur, Virgilio Barco, César Gaviria, Ernesto Samper, Andrés Pastrana y Álvaro Uribe Vélez.

### Júpiter
El FAC 1202 fue adquirido durante el gobierno de Juan Manuel Santos. Es un Boeing KC-767 con capacidad de hasta 210 personas y tuvo un costo de 40 millones de dólares. Se incorporó en 2013 en reemplazo del FAC 1201 “Zeus”, para los vuelos internacionales, como el viaje de Santos a Oslo, Noruega para recibir el Premio Nobel de Paz, en 2016, y el de Iván Duque Márquez a la cumbre del COP26 en Glasgow, Escocia, en 2021. También sirve como avión tanquero, carguero y para misiones humanitarias, como la de 2020, en la que fue enviado a China para repatriar a los colombianos que habían quedado atrapados al inicio de la emergencia sanitaria por el covid 19

### El BBJ

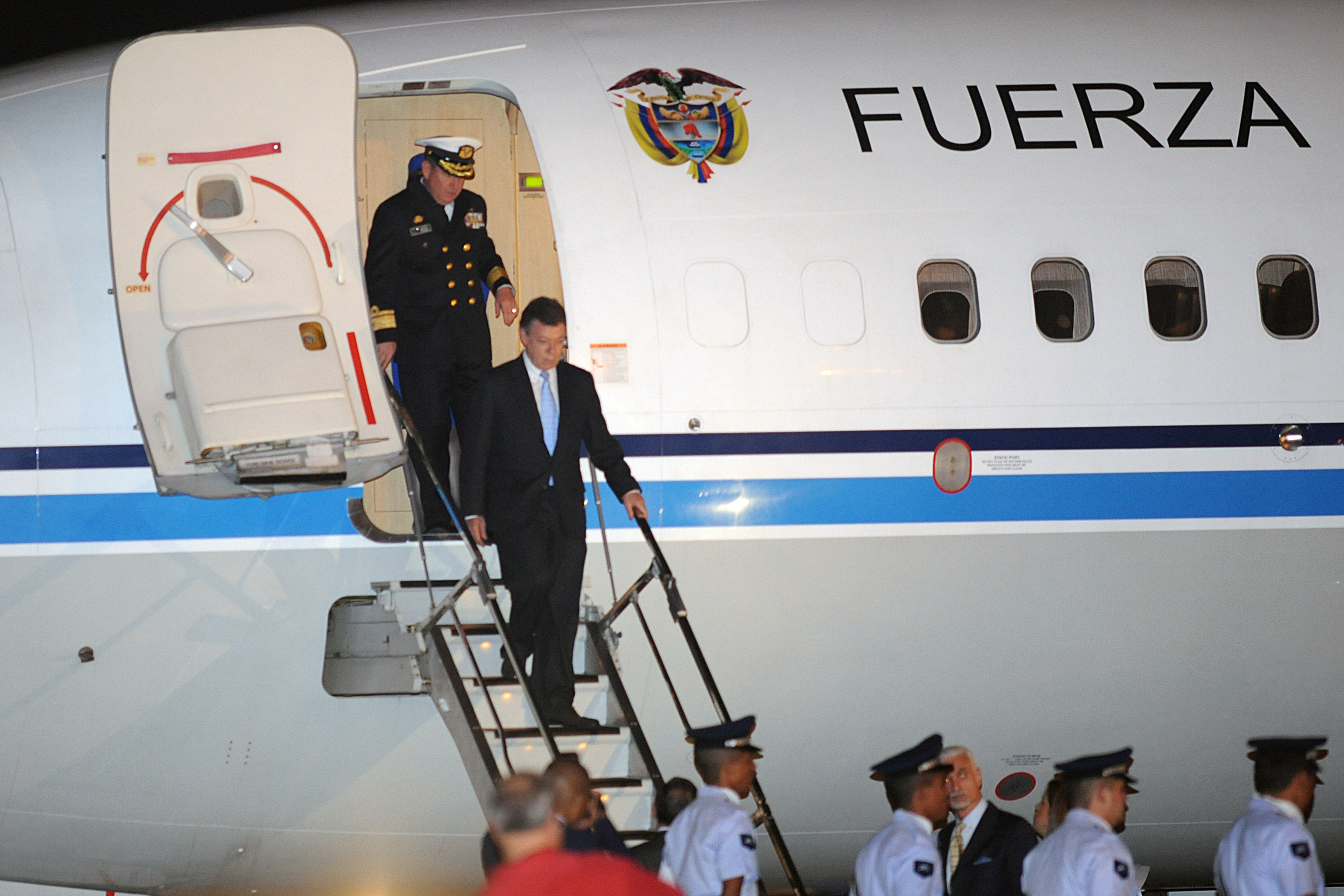
El Presidente Juan Manuel Santos desciende del FAC 0001 durante una visita de estado a Brasil.

Ante el desgaste mecánico evidente en el Fokker F-28 tras más de 30 años de servicio, el proceso para adquirir un nuevo avión presidencial para Colombia comenzó en octubre de 2002. Para esto, la Fuerza Aérea Colombiana estudió varias propuestas entregadas por empresas del sector aeroespacial de Canadá, Brasil, Francia, Estados Unidos y el consorcio europeo Airbus. 
Para 2004, había que escoger entre dos aeronaves: el Boeing Business Jet, que corresponde a una versión modificada específicamente para grandes corporaciones y gobiernos de la versión comercial del Boeing 737 y el Airbus A319 ACJ. El gobierno colombiano se decidió finalmente por el Boeing Business Jet de origen estadounidense, y la compra se realizó directamente. El avión seleccionado había sido originalmente fabricado en 1999 para un jeque árabe, quien posteriormente canceló el pedido. Solamente tenía 22 horas de vuelo al momento de su compra.
El costo fue cercano a los 40 millones de dólares, de los cuales 29 millones correspondieron al avión como tal y el resto fue invertido en su adecuación interna. 
Esta aeronave ha servido a los presidentes Álvaro Uribe Vélez, Juan Manuel Santos, Iván Duque Márquez y al actual presidente Gustavo Petro.

### Situación de los Antiguos FAC 0001
- El Junkers Ju 52, se conserva como pieza del Museo Areoespacial Colombiano, en Tocancipá, Cundinamarca.

- El Douglas C-54 Skymaster sirvió hasta 1990, cuando fue retirado del servicio y se encuentra ahora como pieza de exhibición en el museo mencionado anteriormente.

- El Fokker F-28 actualmente está en servicio para el vicepresidente y otros altos funcionarios de gobierno. El FAC 0002 transportó a los liberados de la Operación Jaque de San José del Guaviare hasta la base de Tolemaida y luego a la base de CATAM, en Bogotá.

- El Boeing 707 FAC 1201 "Zeus" fue retirado de servicio en 2013 por vida útil cumplida y se encuentra actualmente exhibido en el Museo Aeroespacial Colombiano.